# Gian Giacomo Trivulzio
Gian Giacomo Trivulzio, franciául: Jean-Jacques de Trivulce (Milánó, Milánói Hercegség, 1440 k. – Châtres, ma: Arpajon, Essonne megye, Francia Királyság, 1518. december 5.), melléknevén „a Nagy”, milánói főnemes, hadvezér (condottiere). Az első itáliai háborúkban és a cambrai-i liga háborúiban VIII. Károly és XII. Lajos francia király szolgálatába állt, hadvezérként több jelentős sikert ért el. Franciaország marsallja, Milánó francia helytartója és Vigevano őrgrófja (márkija) lett. Saját birtokai a svájci kantonok területén feküdtek, svájci polgárjogot szerzett Luzernben (1513) és Altdorfban (1518) is.

## Élete

### Származása, ősei

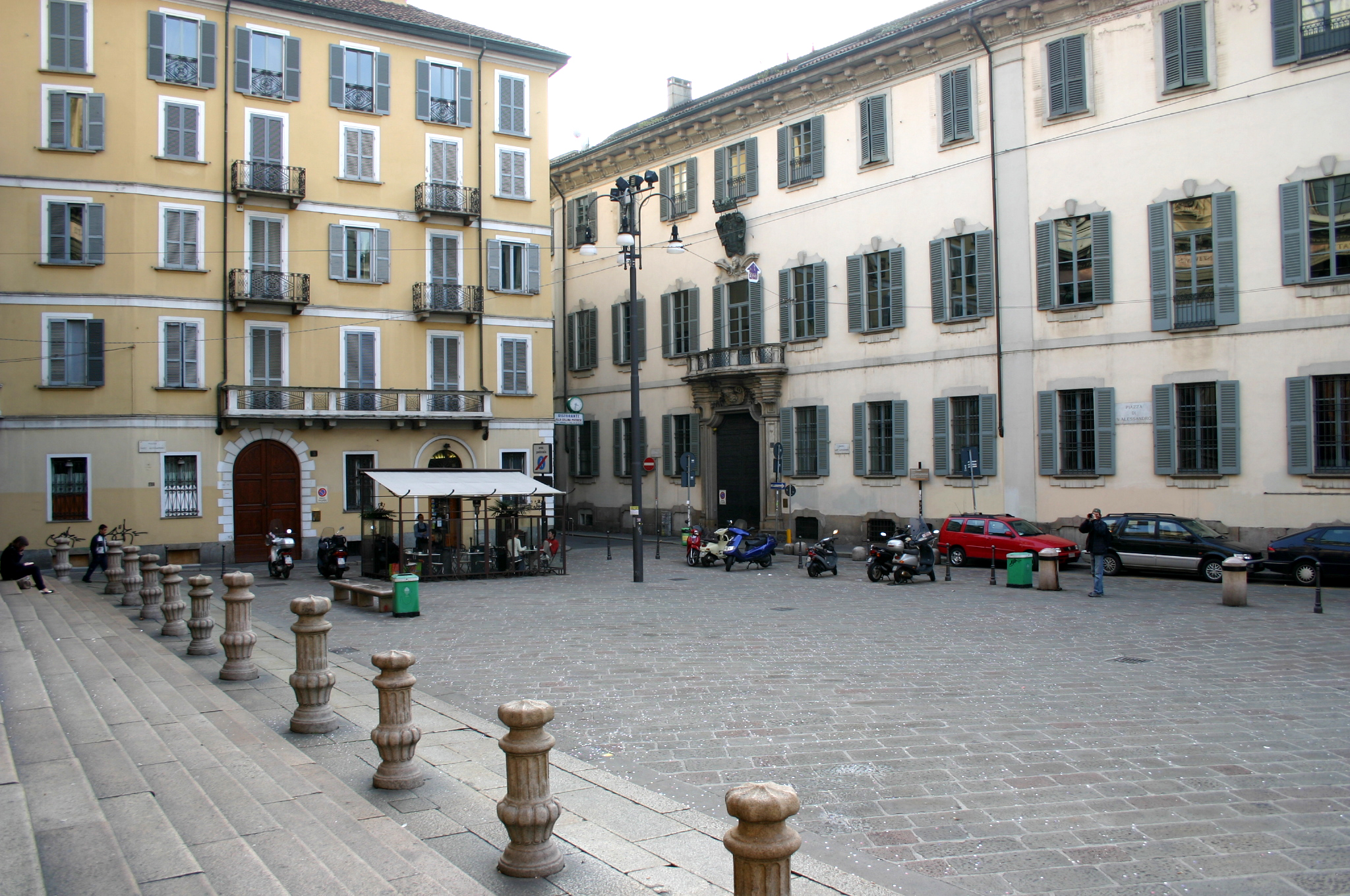
A Trivulzio-palota Milánóban

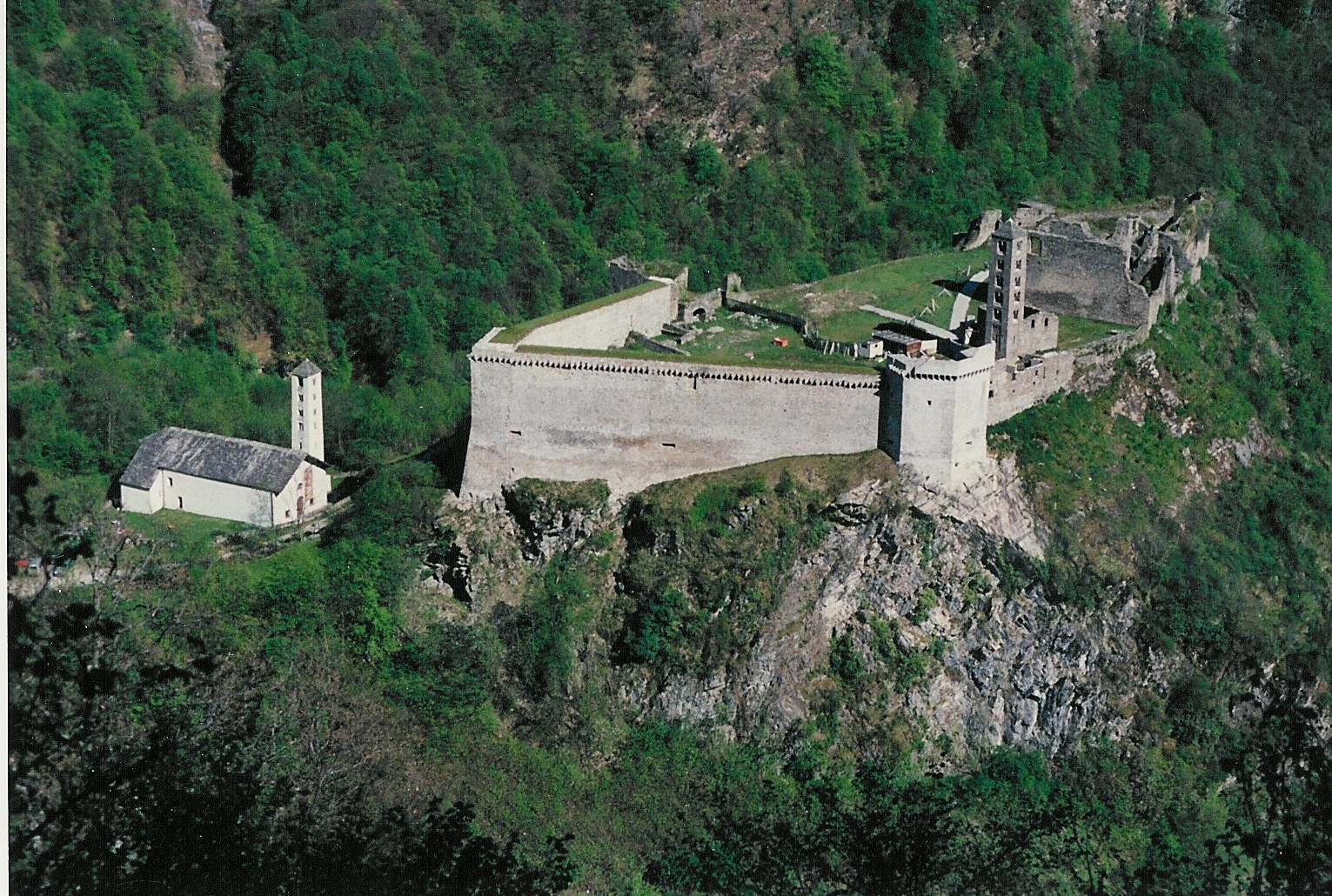
A mesoccói vár

Az ősi milánói Trivulzio arisztokrata családból származott. Ősei, az első Trivulziók már 1120-ból származó dokumentumokban szerepeltek. Édesapja, Antonio Trivulzio (?–1508) volt, Codogno, Retegno és Pontenure ura, édesanyja Francesca Aicardo-Visconti (?–1487), Domenico Aicardo-Visconti (?–1431) leánya. Három fiútestvér között legifjabbként született 1440 körül. Egyik bátyja Gianfermo Trivulzio (?–1491).
Két nevezetes unokafivére volt, apai nagybátyjának Pietro (Piero) Trivulziónak (?–1473) fiai: Antonio Trivulzio (1457–1508) püspök, Gian Galeazzo Sforza milánói herceg tanácsosa, 1500-tól bíboros, VI. Sándor pápa követe a császári udvarban, valamint Teodoro Trivulzio (1456/1458–1532) hadvezér, aki 1526-ban a Francia Királyság marsallja lett.
A fiatalember kezdetben Milánó hercegei, a Viscontiak és Sforzák szolgálatában állt. Együtt tanult Galeazzo Maria Sforza herceggel, és más főnemesi ifjakkal. A guelfek és ghibellinek háborúiban Milánó uralkodó családjai ghibellinek (azaz császárpártiak, pápa-ellenesek) voltak. Gian Giacomo bátyja, Renato (René) Trivulzio condottiere a Velencei Köztársaság szolgálatában, szintén a ghibellinek oldalán harcolt és esett el.

### A guelf–ghibellin háborúkban
1465-ben Trivulzio csatlakozott Galeazzo Maria Sforza herceg franciaországi hadjáratához, XI. Lajos király támogatására. Részt vett a Milánói Hercegség hadjárataiban Bartolomeo Colleoni velencei csapatai ellen. Federico da Montefeltro-val, Urbino hercegével együtt küzdött a romagnai háborúkban. Ebben az időben nősült meg először, a tizenéves Margherita Colleonit, a „nagy Colleoni” távoli rokonát vette feleségül. Több fiuk született, egyikük, Gian (Giovan) Niccolò Trivulzio (1479–1512), Musocco grófja utóbb Paola Gonzaga hercegnőt vette feleségül.
Trivulzio részt vett Galeazzo Maria Sforza herceg 1466-os hadjáratában a svájci kantonok Alpokon túli terjeszkedése ellen (németül: Ennetbirgische Feldzüge). A burgundiai háborúk során harcolt Franciaországban. 1476-ban Genovában leverte a ghibellinek felkelését. Hűbérurát, a burgundi hadjáratból hazatérő Galeazzo Maria Sforza herceget 1476. december 26-án a milánói dómban nemesi összeesküvők meggyilkolták. Trivulzio a felemelkedő új „erős ember”, Ludovico Sforza szolgálatába lépett, segítve őt a régensi hatalom megszerzésében. 1478-ban csapatával a Firenzei Köztársaságot segítette IV. Szixtusz pápa terjeszkedő törekvéseivel szemben. 1480-ban Trivulzio megvásárolta Johann Peter von Sax gróftól a dél-svájci Misox-völgyet (olaszul: Val Mesolcina, a mai Graubünden kanton területén). Mesocco várát megerősítette és bevehetetlen erőddé alakította.
1483-ban Milánó ura, Ludovico il Moro száműzte őt Lombardiából. Nem tisztázott, hogy ennek oka személyes, hatalmi féltékenység volt, vagy pedig annak megtorlása, hogy Trivulzio a pápa-párti guelfekhez húzott, és szembekerült a Milánói Hercegség hagyományosan ghibellin érzelmű uralkodóival. Elhagyta Milánót, és hűséget esküdött VIII. Károly francia királynak. Az 1482–1482-es ferrarai háború végén, 1484-ben egy zsoldos sereggel győzelmet aratott egy velencei sereg fölött Martinengónál (Brescia közelében).

### A nápolyi király szolgálatában
Első feleségének halála után, 1488-ban Trivulzio feleségül vette Beatriz de Ávalost, I. Íñigo de Ávalos gróf (olaszul: I. Innico d’Avalos) leányát, benősülve az aragóniai eredetű, gyorsan emelkedő De Ávalos katonafamíliába. (Don Íñigo egyik unokája, Beatrice unokaöccse (Alfonso nevű bátyjának fia) volt Fernando Francisco de Ávalos tábornok, II. Ferdinánd aragóniai király sikeres hadvezére a későbbi itáliai háborúkban). 1488 júniusában Trivulzio I. Ferdinánd nápolyi király szolgálatába lépett. (Más forrás szerint ezt már 1486-ban megtette).
Az 1490-es évek elejére Trivulzio a Nápolyi Királyság hadseregének főparancsnoka lett. 1494. január 24-én meghalt I. Ferdinánd király, utódja fia, II. Alfonz lett. Alfonz leánya, Aragóniai Izabella még 1488-ban Gian Galeazzo Sforza milánói herceghez ment férjhez. Gian Galeazzo herceg Alfonz segítségét kérte, hogy visszaszerezhesse tényleges uralkodói hatalmát nagybátyjától, Ludovico Sforzától, Milánó régensétől. Alfonz VI. Sándor pápával szövetkezett, erre Ludovico VIII. Károly francia királyhoz fordult, és egy Nápoly elleni hadjáratra ösztönözte őt.

### VIII. Károly király hadvezére
1494-ben VIII. Károly erős hadsereget indított a nápolyi trón megszerzésére, kitört az első itáliai háború (1494–98). Károly bevette Genovát, Pisát, Firenzét, decemberben kiegyezett VI. Sándor pápával. 1495 februárjában Alfonz lemondott és elmenekült. Fiát, II. Ferdinánd nápolyi királyt a Nápolyba bevonuló francia csapatok fosztották meg trónjától. Trivulzio harc nélkül átadta Károlynak Capuát. Nápoly megadta magát, a béketárgyalásokat Trivulzio, a hadsereg főparancsnoka vezette. Hadvezéri és diplomáciai képességeit elismerve VIII. Károly szolgálatába fogadta Trivulziót, aki évi 10 000 dukát díjazás fejében nyíltan átállt Károlyhoz, a trónfosztott Ferdinánd király „hozzájárulásával”. Ugyanebben az évben a király a Szent Mihály-rend lovagjává fogadta.

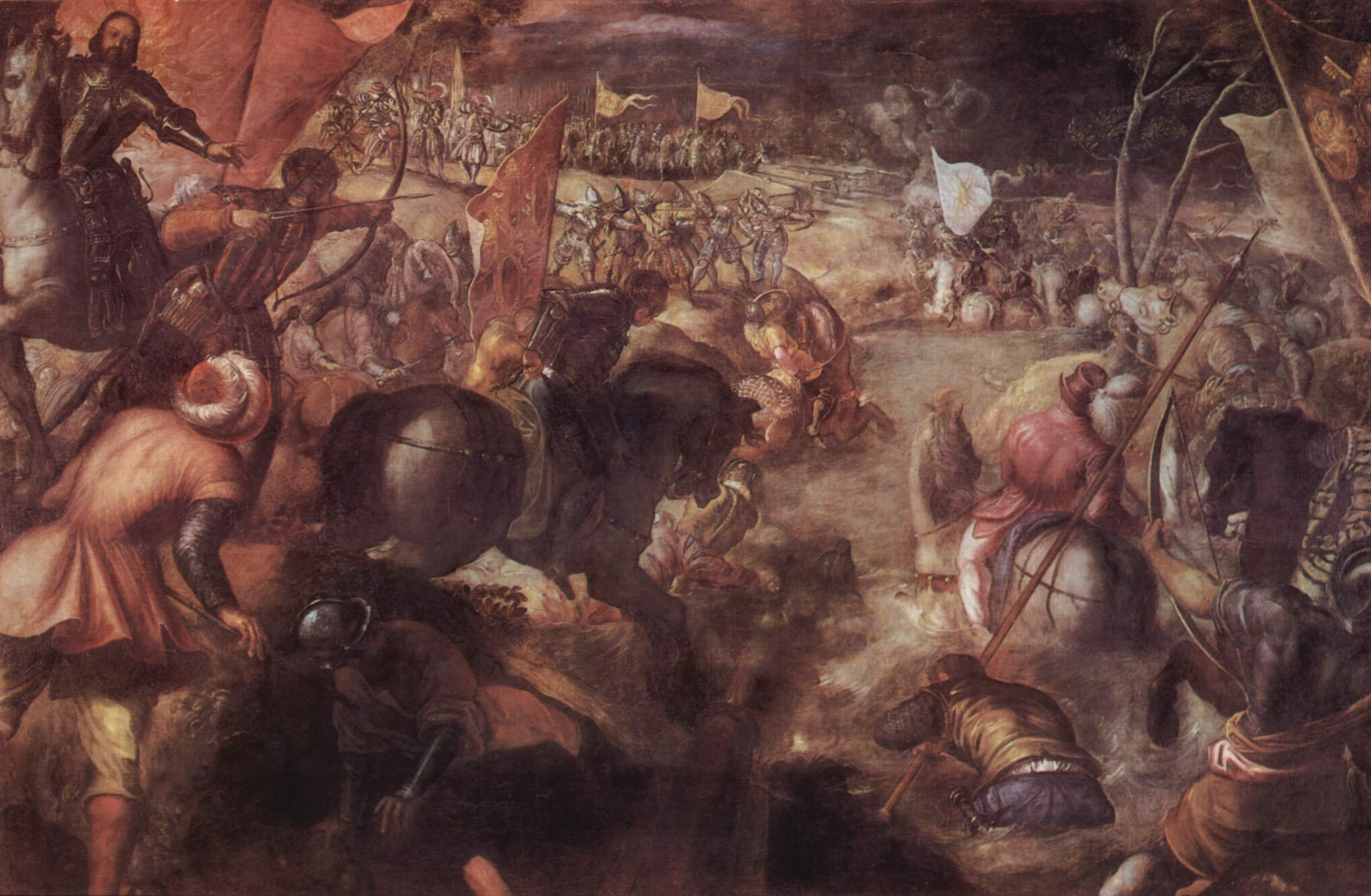
A fornovói csata (Tintoretto festménye)

Közben Trivulzio nem hanyagolta el saját svájci birtokait sem. 1493-ban megszerezte Rheinwald és Safien birtokát. 1496-ban Misox és Calanca uraként, alattvalóival együtt csatlakozott a „Szürke Szövetséghez” (Grauer Bund), Graubünden Szabadállam (a mai kanton) egyik regionális kantonszövetségéhez. (Ez a szövetség egészen 1798-ig, a francia forradalmi háborúig, a Szabadállam bukásáig fennmaradt).
Az 1495. július 6-án Parma közelében a Velencei (Szent) Liga túlerőben lévő csapatai ellen megvívott fornovói csatában Trivulzio vezette Pierre de Rohan-Gié marsall előhadát. Mindkét fél súlyos veszteségeket szenvedett. A Liga nem használta ki a győzelmet, a francia haderő sem tudta folytatni az itáliai hadjáratot, VIII. Károly kivonult Itáliából. Trivulzió marsallt a piemonti Asti kormányzójává nevezte ki.

### XII. Lajos király hadvezére

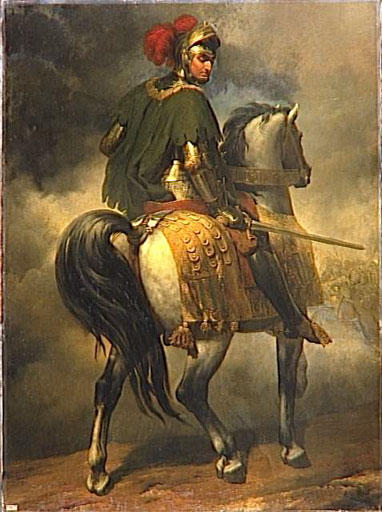
Trivulzio, Franciaország marsallja (Raymond Monvoisin festménye, Versailles-i kastély)

1499-ben az új király, XII. Lajos új hadjáratot indított a Milánói Hercegség megszerzésére, ezúttal a Velencei Köztársaság támogatásával (az 1499-es blois-i szerződésben). A második itáliai háborúban (1499–1504) a király Trivulziót a lombardiai francia hadsereg (27 000 fő, ebből 10 000 lovas és 5000 svájci zsoldos) vezénylő tábornokává (lieutenant général) nevezte ki. Trivulzio elfoglalta Alessandriát, elűzte földijét, Ludovico Sforzát, aki Miksa császárhoz menekült Innsbruckba. Június 1-jén a király a győztes hadvezért Franciaország marsalljává emelte,
Szeptember végén Trivulzio elfoglalta szülővárosát, Milánót. 1499. szeptember 29-én a király Vigevano őrgrófjává (márkijává) és a Milánói Hercegség kormányzójává tette. Trivulzio 1499. október 6-ától 1500. február 2-ig kormányozta a várost, ekkor erőszakos kormányzása ellen lázadás tört ki, Ludovico Sforza rövid időre visszatért, de hamarosan elfogták, és franciaországi fogságba hurcolták. 1502. augusztus 26-án Trivulzio a király kíséretében vonult be a visszafoglalt Genovába. 1500–1512 között a marsall ismét kemény kézzel kormányozta Milánót. Nagy volumenű munkálatokat kezdeményezett a Chiavenna környéki síkság (Piano di Chiavenna) lecsapolására és művelhetővé tételére. Ezen a vidéken meghonosította a rizstermesztést.
1508-ban XII. Lajos II. Gyula pápával, Aragónia királyával és Miksa császárral szövetkezve létrehozta a cambrai-i ligát, a Velencei Köztársaság területeinek megszerzésére. Újabb háború tört ki, 1509. május 14-én Trivulzio részt vett az agnadellói csatában, ahol súlyos csapást mértek Velencére. A szövetség azonban felbomlott, 1511-ben II. Gyula pápa Velencével, a Nápolyt megszerző aragónokkal és a svájci kantonokkal új Szent Ligát alakított. A király ekkor unokaöccsét, Gaston de Foix herceget nevezte ki új itáliai fővezérré. A kiváló képességű Gaston 1512-ben sikeres villámháborút vezetett a pápai–spanyol erők ellen, de utolsó győzelmének kivívásakor, a ravennai csatában elesett. Ebben a csatában esett francia fogságba Fernando Francisco de Ávalos, nápolyi spanyol kapitány, Pescara őrgrófja, Trivulzio marsall feleségének, Beatriz de Ávalosnak unokaöccse. A marsall közbenjárására a király engedélyezte, hogy Fernandót családja kiválthassa a fogságból.
1513. június 6-án Trivulzio is részt vett a novarai csatában, ahol a Liga szövetségében harcoló svájciak vereséget mértek Louis de la Trémoille marsall hadseregére. A francia csapatok kiszorultak Lombardiából, Milánóba (spanyol védnökség alatt) visszatértek a Sforzák. 1513 augusztusában a király Trivulziót Lyon kormányzójává, októberben Burgundia helytartójává nevezte ki.
Észak-Itáliában szerzett tapasztalataira támaszkodva Trivulzio Dél-Franciaországban is igyekezett bevezetni a rizstermesztést. Venaissin grófságban (ma Vaucluse megye), megvásárolt egy Entraigues-sur-la-Sorgue községhez tartozó gazdaságot. 1514. június 9-én a carpentras-i Apostoli Kamarabirtoktól 100 saumée (kb. 95 hold) láp- és mocsárvidéket vásárolt meg Entraigues vidékén, majd (az 1515-ös hadjárat után) 1516. január 19-én további 200 saumée-t (kb. 190 holdat). A földeket feljavították és rizstermesztésre alkalmassá tették, de a rendszeres termelést továbbra kockázatossá tette a vízelöntés veszélye, és a pangó vízfelületek miatt keletkező járványveszély.

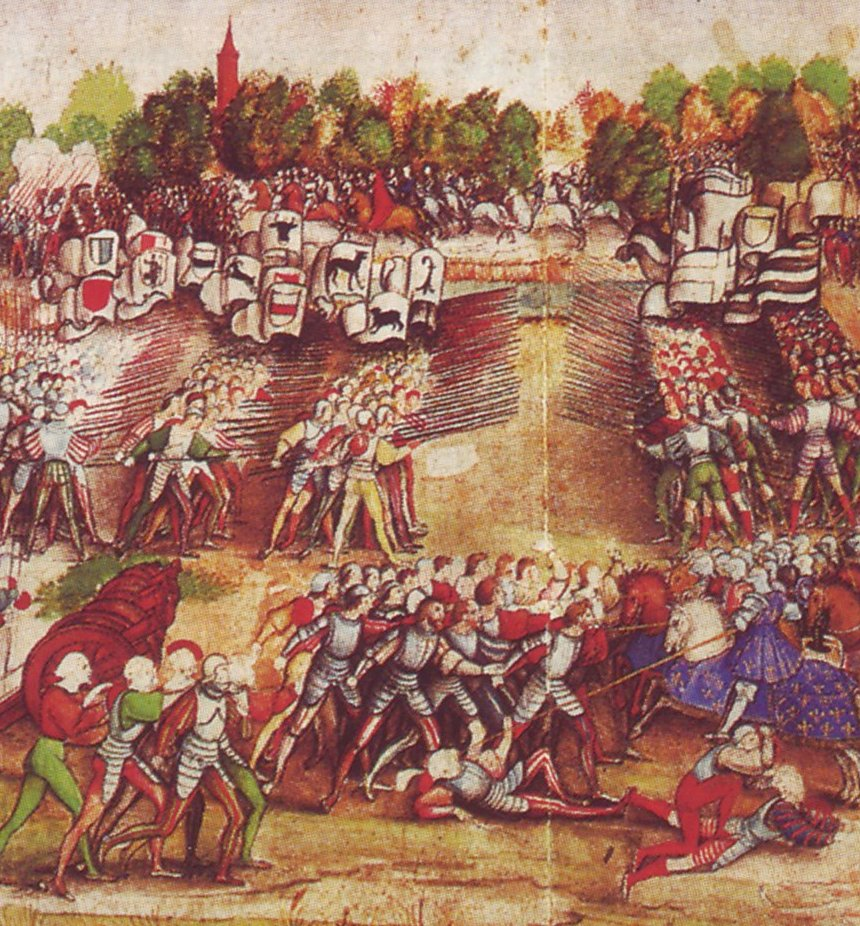
A marignanói csata (kortárs festmény)

### I. Ferenc király hadvezére
Az 1515 januárjában trónra lépő új király, I. Ferenc Trivulziót április 12-én Dauphiné tartomány katonai főkormányzójává (lieutenant-général) nevezte ki. A király új hadjáratot tervezett a Milánói Hercegség megszerzésére, seregeit Dauphinében összpontosította. Júliusban megindította a hadjáratot, seregeit Trivulzio marsall vezette. Hogy elkerüljék Alpok hágóit őrző svájciakat, az utászai a Délnyugati-Alpokon át járhatóvá törték a Larche-hágót (olaszul: Colle della Maddalena). Jacques de La Palice marsall előőrse elfoglalta Villafranca Piemonte (Villefranche) városát, foglyul ejtette Prospero Colonna tábornokot, a pápai hadak vezérét.
A királyi főerő Milánót foglalta el. Trivulzio marsall, szövetségben a velencei haderővel, szeptember 13–14-én a marignanói csatában megütközött az Szent Liga erőivel, amelynek zömét pápai zsoldban álló svájci gyalogság adta. A véres ütközetben a francia–velencei szövetség döntő győzelmet aratott. A svájci kantonok többé nem tudtak önálló politikai tényezőként beavatkozni Itália hatalmi harcaiba. I. Ferenc elfoglalta Milánót, Massimiliano Sforza herceget lemondatta és Franciaországba internálta. Az 1516-os noyoni békeszerződés alapján Észak-Itália a franciák és a velenceiek kezére került. Leveleiben a 75 éves Trivulzio marsall a marignanói ütközetet „óriások csatájának” nevezte, melyhez képest „mind a 18 ütközet, amit életében eddig megvívott, csak gyermeki verekedésnek nevezhető.”
1516-ban Trivulzio sikerrel hárította el I. Miksa császár Milánó ellen indított támadását. Brescia alatt azonban kudarcot vallott, és többé nem vezetett hadat.

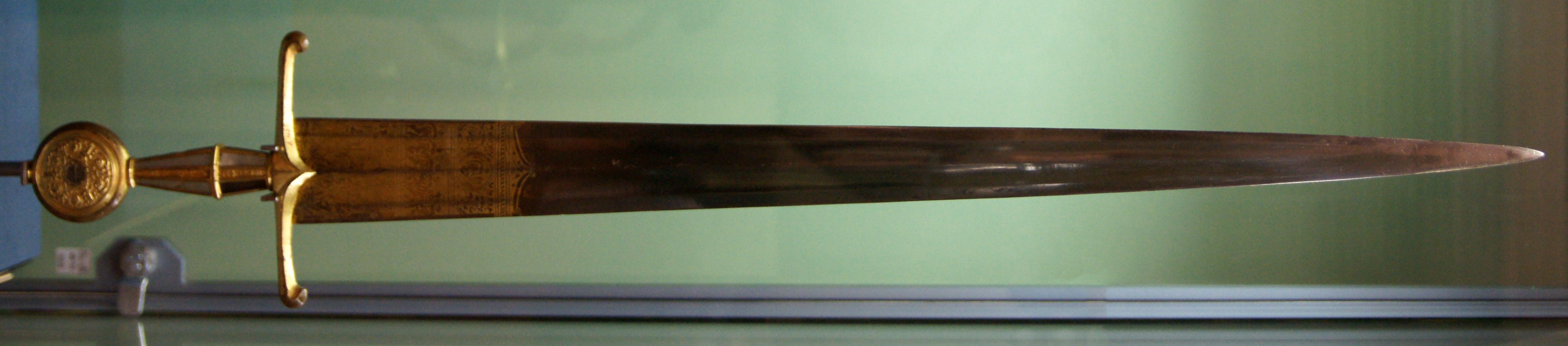
Trivulzio kardja a Bécsi Szépművészeti Múzeumban

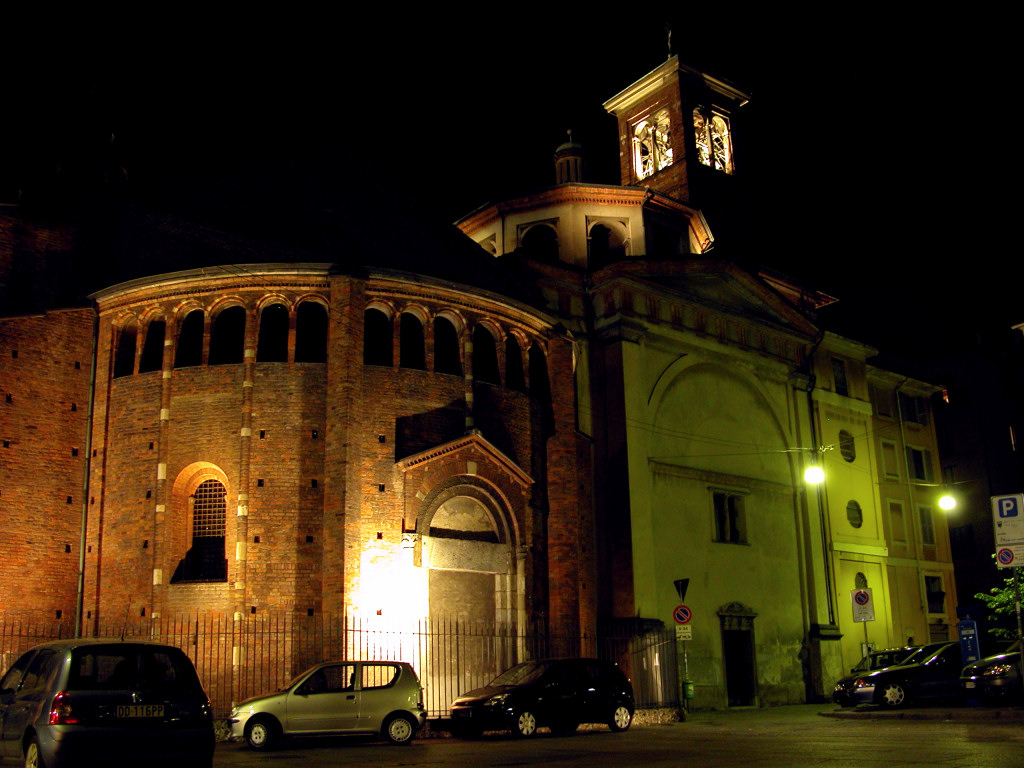
San Nazaro Maggiore templom

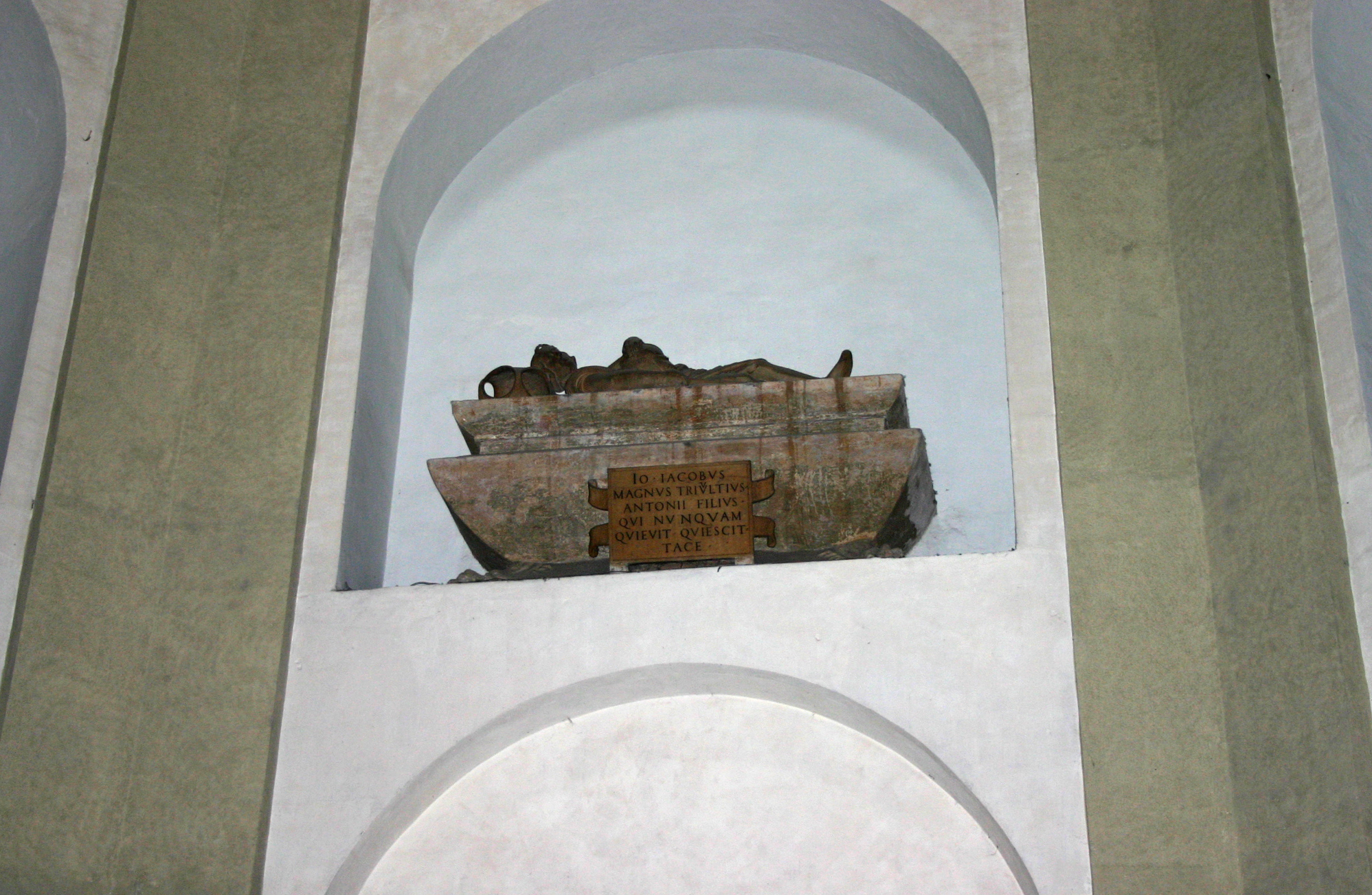
Szarkofágja a Trivulzio kápolnában

### Kegyvesztése, bukása
Irigyei rövidesen bevádolták a királynál, hogy közvetítő tárgyalásokat folytat a Velencei Köztársaság és a svájci kantonok közötti kapcsolatok javításáról. I. Ferenc király előtt kegyvesztetté vált. 1518 novemberében, 78 évesen átkelt az Alpokon, hogy személyesen tisztázza magát az uralkodó előtt, de teljes elutasításra talált, az udvarnál nem is fogadták. A látogatás kudarca után néhány nappal, december 5-én Châtres városában (ma Arpajon, Essonne megye, Párizstól délre) meghalt. Halálát az átélt izgalmak, a megaláztatás, vagy a megerőltető téli utazás okozta. „Halálos ágyán pallosának kereszt alakú markolatát szorította, hogy elriassza a gonosz lelket”, írta később Brantôme abbé (Pierre de Bourdeille), a nagy francia hadvezérek életéről írott, Vie des hommes illustres et grands capitaines français c. művében.
Testét hazaszállították szülővárosába. Szarkofágját a Trivulziók hagyományos temetkező helyén, a milánói San Nazaro Maggiore templomban, a Bramantino tervei alapján épült Trivulzio-kápolnában helyezték el. Síremlékét Leonardo da Vinci tervezte. Sírtábláján a saját maga által előre megírt sírfelirat olvasható: „Én, a Nagy Giacomo Trivulzio, Antonio fia, ki mostanáig sosem nyugodtam, itt nyugszom. Csendben légy.” Mindkét felesége, Margherita Colleoni és Beatriz de Ávalos (Beatrice d’Avalos) is itt kapott végső nyughelyet.

## Családtagjai, utódai
Gian Giacomo unokafivére, Teodoro Trivulzio condottiere (1458–1531) szintén Franciaország királyának szolgálatába állt, rövid ideig Milánó, Genova és Lyon kormányzója lett.
Gian Giacomo második feleségétől, Beatrice d’Avalostól született egyik leánya, Merita Trivulzio (franciásan Mérite de Trivulze) feleségül ment a piemonti I. Louis de Bouliers-hoz, Centallo, Demonte és Roccasparvera (Cuneo tartomány) bárójához, a dél-franciaországi La Tour d’Aigues kastély urához (Vaucluse megye). Neve 1547-ben vált széles körben ismertté, amikor hivatalos keresetet nyújtott be a királyi ügyészséghez az 1545-ben katolikus bárók által a Vaucluse-ben élő francia evangélikusok (vaudois de Vaucluse) ellen elkövetett tömegmészárlás tetteseinek felelősségre vonásáért. 1540. november 18-án az Aix-en-Provence-i parlament (bíróság) kiadta a mérindoli ediktumot, amely a Vaucluse megyei Mérindol várában és annak környékén élő francia evangélikusokat eretneknek bélyegezte, és kiirtásukra szólított fel. Az ediktum végrehajtására mindaddig nem került sor, amíg I. Ferencnek az 1542–46-os itáliai háborúban szüksége volt a „vaudois”-k támogatására V. Károly császár Provence elleni hadjárata miatt. A „vaudois”-k több menlevelet is kaptak a királytól. 1545-ben, miután V. Károly kivonta csapatait Provence-ból, I. Ferenc érvénytelenítette e menleveleket és keresztes hadjáratra adott utasítást. A helyi katolikus bárók lerohanták Mérindolt és a környező falvakat, minden élőt legyilkolták, a nőket kivégzés előtt megerőszakolták. Néhány férfit gályarabságra hurcoltak vagy eladtak rabszolgának. A menekülőkre hónapokon át vadásztak a hegyekben. A legyilkoltak vagyonát a helyi bárók emberei, és a provence-i parlament tagjai szerezték meg. A parlament elnökének jelentését a történtekről maga III. Pál pápa is jóváhagyta.
Mérite de Trivulze kastélyában menedéket adott néhány menekülő „vaudois”-nak, és összegyűjtötte tanúvallomásaikat. Amíg I. Ferenc király élt, Mérite nem tehetett lépéseket, de 1547-ben hivatalos panaszt tett Párizsban. II. Henrik király vizsgálatot rendelt el, amely négy éven át tartott, végül a provence-i parlament egyik beosztott tisztségviselőjét halálra ítélték és kivégezték, de a helyi bárókat és a zsákmányból részesült parlamenti tagokat felmentették.
Gian Giovanni Trivulzio egyik ükunokája, az első házasságából született legidősebb fiának, Gian (Giovan) Niccolò Trivulziónak (1479–1512), Musocco grófjának dédunokája lett Giovan Giacomo Barbiano di Belgioioso gróf (1580–1626), II. Rudolf császár tábornoka, 1593-tól Kassa város főkapitánya, Felső-Magyarország császári kormányzója, Hermann Christoph von Russwurm tábornagy riválisa, Bocskai István gyűlölt ellenfele.

## További információ
- Gian Giacomo Trivulzio, in: Historisches Lexikon der Schweiz (HLS) (németül)
- M. Klein: Die Beziehungen des Marschalls Gian Giacomo Trivulzio zu den Eidgenossen und Bündnern (1480-1518), 1939. (németül)
- L. Arcangeli: Gian Giacomo Trivulzio, marchese di Vigevano e il governo francese nello stato di Milano (1499-1518), in Vigevano e territori limitrofi alla fine del Medioevo, kiadó G. Chittolini, 1997. (olaszul)
- Jean-Baptiste-Pierre Jullien de Courcelles: Dictionnaire historique et biographique des généraux français, depuis le onzième siècle jusqu’en 1820. Band 9. Paris 1823, S. 362–365 (PDF; 29,6 MB). (franciául)
- Rosmini: Istoria della vita e della gesta di Gian Giacomo Trivulzio, 2 kötetben, Milano, 1815. (olaszul)
- Frederick Lewis Taylor: The Art of War in Italy, 1494-1529. Westport: Greenwood Press. 1973. ISBN 0-8371-5025-6 (angolul)
- Frederic J. Baumgartner: Louis XII, St.Martin’s Press, New York, 1996. ISBN 0-312-12072-9 (angolul)